# Tercera División de España 1943-44
La temporada 1943–44 de la Tercera División de España de fútbol corresponde a la 7.ª edición del campeonato y se disputó entre el 26 de septiembre de 1943 y el 9 de abril de 1944. Tras dos años sin disputarse retornó la tercera categoría.
Los campeones de esta temporada fueron el Real Santander Sociedad Deportiva y el Club Deportivo Mallorca.

## Sistema de competición
La Tercera División de España 1943-44 fue organizada por la Federación Española de Fútbol (RFEF).
El campeonato contó con la participación de 83 clubes divididos en ocho grupos, uno de ellos dividido en dos subgrupos. La competición siguió un sistema de liga, de modo que los equipos de cada grupo se enfrentaron entre sí, todos contra todos en dos ocasiones -una en campo propio y otra en campo contrario- sumando un total de 14 jornadas. El orden de los encuentros se decidió por sorteo antes de empezar la competición.
Se estableció una clasificación con arreglo a los puntos obtenidos en cada enfrentamiento, a razón de dos por partido ganado, uno por empatado y ninguno en caso de derrota. En caso de empate a puntos entre dos o más clubes en la clasificación, se tuvo en cuenta el mayor cociente de goles. 
Los primeros clasificados de los ocho grupos de la fase previa jugaron la fase final, divididos en dos grupos de cuatro equipos cada uno siguiendo también el sistema de liga. Los campeones de grupo ascendieron directamente a Segunda División, mientras que los segundos clasificados jugaron una promoción a partido único en campo neutral frente al tercer y cuarto clasificado por la cola de Segunda División.

## Fase previa

### Grupo I
| Pos. | Equipo                             | Pts. | PJ | G  | E | P  | GF | GC | Dif. | Clasificación                     |
| ---- | ---------------------------------- | ---- | -- | -- | - | -- | -- | -- | ---- | --------------------------------- |
| 1    | Club Ferrol (A)                    | 27   | 18 | 13 | 1 | 4  | 50 | 19 | +31  | Acceso a Fase Final               |
| 2    | Club Berbés                        | 24   | 18 | 11 | 2 | 5  | 36 | 26 | +10  |                                   |
| 3    | C. D. Fábrica Nacional de Palencia | 23   | 18 | 10 | 3 | 5  | 39 | 21 | +18  |                                   |
| 4    | Pontevedra C. F.                   | 20   | 18 | 8  | 4 | 6  | 30 | 24 | +6   |                                   |
| 5    | Club Santiago                      | 18   | 18 | 8  | 2 | 8  | 32 | 33 | −1   |                                   |
| 6    | S. G. Lucense                      | 17   | 18 | 8  | 1 | 9  | 49 | 43 | +6   |                                   |
| 7    | U. D. Orensana                     | 15   | 18 | 6  | 3 | 9  | 27 | 37 | −10  |                                   |
| 8    | Club Betanzos                      | 13   | 18 | 5  | 3 | 10 | 33 | 48 | −15  |                                   |
| 9    | Club Lemos                         | 12   | 18 | 5  | 2 | 11 | 23 | 43 | −20  |                                   |
| 10   | S. D. Ponferradina                 | 11   | 18 | 5  | 1 | 12 | 36 | 61 | −25  | Acceso a Promoción de permanencia |

 Fuente: Fútbol Regional

### Grupo II
| Pos. | Equipo                    | Pts. | PJ | G  | E | P  | GF | GC | Dif. | Clasificación                     |
| ---- | ------------------------- | ---- | -- | -- | - | -- | -- | -- | ---- | --------------------------------- |
| 1    | Real Santander S. D. (A)  | 26   | 18 | 12 | 2 | 4  | 71 | 31 | +40  | Acceso a Fase Final               |
| 2    | R. D. Oriamendi           | 23   | 18 | 11 | 1 | 6  | 47 | 35 | +12  |                                   |
| 3    | Real Avilés C. F.         | 22   | 18 | 9  | 4 | 5  | 31 | 29 | +2   |                                   |
| 4    | Gimnástica Burgalesa      | 22   | 18 | 10 | 2 | 6  | 34 | 25 | +9   |                                   |
| 5    | Gimnástica de Torrelavega | 21   | 18 | 9  | 3 | 6  | 35 | 35 | 0    |                                   |
| 6    | Real Juvencia             | 19   | 18 | 8  | 3 | 7  | 31 | 30 | +1   |                                   |
| 7    | S. D. Barreda             | 18   | 18 | 7  | 4 | 7  | 36 | 37 | −1   |                                   |
| 8    | Club Langreano            | 15   | 18 | 5  | 5 | 8  | 28 | 42 | −14  |                                   |
| 9    | C. P. La Felguera         | 10   | 18 | 4  | 2 | 12 | 23 | 42 | −19  |                                   |
| 10   | C. D. Tánagra             | 4    | 18 | 1  | 2 | 15 | 23 | 53 | −30  | Acceso a Promoción de permanencia |

 Fuente: Fútbol Regional

### Grupo III
| Pos. | Equipo           | Pts. | PJ | G  | E | P  | GF | GC | Dif. | Clasificación                     |
| ---- | ---------------- | ---- | -- | -- | - | -- | -- | -- | ---- | --------------------------------- |
| 1    | C. D. Logroñés   | 30   | 18 | 15 | 0 | 3  | 57 | 20 | +37  | Acceso a Fase Final               |
| 2    | Deportivo Alavés | 28   | 18 | 14 | 0 | 4  | 38 | 20 | +18  |                                   |
| 3    | S. D. Indauchu   | 24   | 18 | 11 | 2 | 5  | 57 | 27 | +30  |                                   |
| 4    | S. D. Erandio    | 24   | 18 | 10 | 4 | 4  | 32 | 20 | +12  |                                   |
| 5    | Club Sestao      | 21   | 18 | 8  | 5 | 5  | 48 | 32 | +16  |                                   |
| 6    | C. D. Tudelano   | 17   | 18 | 7  | 3 | 8  | 42 | 41 | +1   |                                   |
| 7    | Tolosa C. F.     | 14   | 18 | 5  | 4 | 9  | 29 | 51 | −22  |                                   |
| 8    | C. D. Vasconia   | 12   | 18 | 6  | 0 | 12 | 24 | 34 | −10  |                                   |
| 9    | C. D. Izarra     | 5    | 18 | 1  | 3 | 14 | 8  | 56 | −48  |                                   |
| 10   | Real Unión Club  | 5    | 18 | 1  | 3 | 14 | 16 | 50 | −34  | Acceso a Promoción de permanencia |

 Fuente: Fútbol Regional

### Grupo IV
| Pos. | Equipo                  | Pts. | PJ | G  | E | P  | GF | GC | Dif. | Clasificación                     |
| ---- | ----------------------- | ---- | -- | -- | - | -- | -- | -- | ---- | --------------------------------- |
| 1    | C. D. Mallorca (A)      | 26   | 18 | 12 | 2 | 4  | 34 | 19 | +15  | Acceso a Fase Final               |
| 2    | Gimnástico de Tarragona | 23   | 18 | 10 | 3 | 5  | 49 | 25 | +24  |                                   |
| 3    | Reus Deportivo          | 22   | 18 | 9  | 4 | 5  | 33 | 25 | +8   |                                   |
| 4    | C. D. Tarrasa           | 20   | 18 | 9  | 2 | 7  | 43 | 36 | +7   |                                   |
| 5    | Gerona C. F.            | 20   | 18 | 6  | 8 | 4  | 26 | 22 | +4   |                                   |
| 6    | U. D. San Martín        | 19   | 18 | 8  | 3 | 7  | 40 | 31 | +9   |                                   |
| 7    | C. D. Granollers        | 15   | 18 | 5  | 5 | 8  | 31 | 34 | −3   |                                   |
| 8    | C. D. Atlético Baleares | 14   | 18 | 6  | 2 | 10 | 29 | 43 | −14  |                                   |
| 9    | Lérida Balompié         | 11   | 18 | 3  | 5 | 10 | 28 | 51 | −23  |                                   |
| 10   | U. D. Figueras          | 10   | 18 | 2  | 6 | 10 | 18 | 45 | −27  | Acceso a Promoción de permanencia |

 Fuente: Fútbol Regional

### Grupo V

#### Aragón
| Pos. | Equipo                    | Pts. | PJ | G | E | P | GF | GC | Dif. | Clasificación              |
| ---- | ------------------------- | ---- | -- | - | - | - | -- | -- | ---- | -------------------------- |
| 1    | Atlético Zaragoza         | 12   | 8  | 5 | 2 | 1 | 20 | 10 | +10  | Acceso a Final del Grupo V |
| 2    | Arenas S. D.              | 10   | 8  | 4 | 2 | 2 | 14 | 12 | +2   |                            |
| 3    | U. D. Teruel              | 8    | 8  | 3 | 2 | 3 | 17 | 13 | +4   |                            |
| 4    | U. D. Huesca              | 6    | 8  | 2 | 2 | 4 | 15 | 18 | −3   |                            |
| 5    | C. D. Español del Arrabal | 4    | 8  | 1 | 2 | 5 | 10 | 23 | −13  |                            |

 Fuente: Fútbol Regional

#### Valencia
| Pos. | Equipo           | Pts. | PJ | G | E | P | GF | GC | Dif. | Clasificación              |
| ---- | ---------------- | ---- | -- | - | - | - | -- | -- | ---- | -------------------------- |
| 1    | Levante U. D.    | 22   | 14 | 9 | 4 | 1 | 47 | 17 | +30  | Acceso a Final del Grupo V |
| 2    | U. D. Carcagente | 17   | 14 | 7 | 3 | 4 | 33 | 23 | +10  |                            |
| 3    | C. D. Olímpico   | 16   | 14 | 6 | 4 | 4 | 26 | 27 | −1   |                            |
| 4    | C. D. Acero      | 15   | 14 | 7 | 1 | 6 | 23 | 31 | −8   |                            |
| 5    | C. F. Nules      | 14   | 14 | 6 | 2 | 6 | 31 | 27 | +4   |                            |
| 6    | S. D. Sueca      | 12   | 14 | 4 | 4 | 6 | 27 | 27 | 0    |                            |
| 7    | Onteniente C. F. | 9    | 14 | 3 | 3 | 8 | 17 | 35 | −18  |                            |
| 8    | Torrente C. F.   | 7    | 14 | 2 | 3 | 9 | 21 | 38 | −17  |                            |

 Fuente: Fútbol Regional

#### Final Grupo V
| 30 de enero de 1944 | Atlético Zaragoza | 0:1 | Levante UD |  |  |

| 6 de febrero de 1944 | Levante UD | 4:0 | Atlético Zaragoza | Estadio de Vallejo, Valencia |  |

- Levante UD clasifica a la Fase Final.

### Grupo VI
| Pos. | Equipo            | Pts. | PJ | G  | E | P  | GF | GC | Dif. | Clasificación                     |
| ---- | ----------------- | ---- | -- | -- | - | -- | -- | -- | ---- | --------------------------------- |
| 1    | C. D. Cacereño    | 28   | 18 | 12 | 4 | 2  | 50 | 26 | +24  | Acceso a Fase Final               |
| 2    | C. D. Badajoz     | 27   | 18 | 12 | 3 | 3  | 48 | 14 | +34  |                                   |
| 3    | U. D. Salamanca   | 22   | 18 | 10 | 2 | 6  | 40 | 30 | +10  |                                   |
| 4    | Trujillo C. F.    | 22   | 18 | 8  | 6 | 4  | 28 | 22 | +6   |                                   |
| 5    | Imperio C. F.     | 18   | 18 | 8  | 2 | 8  | 33 | 32 | +1   |                                   |
| 6    | R. S. D. Alcalá   | 17   | 18 | 6  | 5 | 7  | 29 | 33 | −4   |                                   |
| 7    | C. D. Toledo      | 17   | 18 | 8  | 1 | 9  | 37 | 39 | −2   |                                   |
| 8    | A. D. Ferroviaria | 13   | 18 | 5  | 3 | 10 | 31 | 44 | −13  |                                   |
| 9    | C. D. Manchego    | 12   | 18 | 6  | 0 | 12 | 28 | 51 | −23  |                                   |
| 10   | S. D. Emeritense  | 4    | 18 | 1  | 2 | 15 | 21 | 54 | −33  | Acceso a Promoción de permanencia |

 Fuente: []

### Grupo VII
| Pos. | Equipo                 | Pts. | PJ | G  | E | P  | GF | GC | Dif. | Clasificación                     |
| ---- | ---------------------- | ---- | -- | -- | - | -- | -- | -- | ---- | --------------------------------- |
| 1    | Elche C. F.            | 32   | 18 | 16 | 0 | 2  | 59 | 12 | +47  | Acceso a Fase Final               |
| 2    | Albacete Balompié      | 24   | 18 | 10 | 4 | 4  | 45 | 24 | +21  |                                   |
| 3    | C. D. Eldense          | 24   | 18 | 12 | 0 | 6  | 44 | 25 | +19  |                                   |
| 4    | Alicante C. F.         | 21   | 18 | 9  | 3 | 6  | 38 | 23 | +15  |                                   |
| 5    | Cartagena C. F.        | 19   | 18 | 8  | 3 | 7  | 37 | 34 | +3   |                                   |
| 6    | Crevillente Industrial | 17   | 18 | 8  | 1 | 9  | 38 | 31 | +7   |                                   |
| 7    | C. D. Cieza            | 14   | 18 | 6  | 2 | 10 | 27 | 48 | −21  |                                   |
| 8    | C. D. Almansa          | 13   | 18 | 5  | 3 | 10 | 30 | 33 | −3   |                                   |
| 9    | Imperial C. F.         | 11   | 18 | 4  | 3 | 11 | 27 | 50 | −23  |                                   |
| 10   | Lorca C. F.            | 5    | 18 | 1  | 3 | 14 | 9  | 74 | −65  | Acceso a Promoción de permanencia |

 Fuente: Fútbol Regional

### Grupo VIII
| Pos. | Equipo                  | Pts. | PJ | G  | E | P  | GF | GC | Dif. | Clasificación                     |
| ---- | ----------------------- | ---- | -- | -- | - | -- | -- | -- | ---- | --------------------------------- |
| 1    | C. D. Málaga            | 31   | 18 | 15 | 1 | 2  | 51 | 13 | +38  | Acceso a Fase Final               |
| 2    | Olímpica Jiennense      | 23   | 18 | 9  | 5 | 4  | 31 | 24 | +7   |                                   |
| 3    | C. D. Córdoba           | 21   | 18 | 9  | 3 | 6  | 39 | 28 | +11  |                                   |
| 4    | Coria C. F.             | 18   | 18 | 7  | 4 | 7  | 27 | 21 | +6   |                                   |
| 5    | Atlético de Tetuán      | 18   | 18 | 7  | 4 | 7  | 33 | 33 | 0    |                                   |
| 6    | Recreativo Onuba        | 15   | 18 | 5  | 5 | 8  | 36 | 41 | −5   |                                   |
| 7    | Algeciras C. F.         | 15   | 18 | 6  | 3 | 9  | 37 | 45 | −8   |                                   |
| 8    | Linares Deportivo       | 14   | 18 | 5  | 4 | 9  | 33 | 38 | −5   |                                   |
| 9    | R. B. Linense           | 13   | 18 | 4  | 5 | 9  | 25 | 44 | −19  |                                   |
| 10   | Hércules de Cádiz C. F. | 12   | 18 | 4  | 4 | 10 | 20 | 45 | −25  | Acceso a Promoción de permanencia |

 Fuente: Fútbol Regional

## Fase Final

### Grupo I
| Pos. | Equipo                      | Pts. | PJ | G | E | P | GF | GC | Dif. | Clasificación                 |
| ---- | --------------------------- | ---- | -- | - | - | - | -- | -- | ---- | ----------------------------- |
| 1    | Real Santander S. D. (C, A) | 10   | 6  | 5 | 0 | 1 | 15 | 6  | +9   | Ascenso a Segunda División    |
| 2    | Club Ferrol (A)             | 6    | 6  | 3 | 0 | 3 | 8  | 11 | −3   | Acceso a Promoción de ascenso |
| 3    | C. D. Cacereño              | 5    | 6  | 2 | 1 | 3 | 15 | 13 | +2   |                               |
| 4    | C. D. Logroñés              | 3    | 6  | 1 | 1 | 4 | 6  | 14 | −8   |                               |

 Fuente: Fútbol Regional

### Grupo II
| Pos. | Equipo                | Pts. | PJ | G | E | P | GF | GC | Dif. | Clasificación                 |
| ---- | --------------------- | ---- | -- | - | - | - | -- | -- | ---- | ----------------------------- |
| 1    | C. D. Mallorca (C, A) | 9    | 6  | 3 | 3 | 0 | 5  | 2  | +3   | Ascenso a Segunda División    |
| 2    | Levante U. D.         | 8    | 6  | 3 | 2 | 1 | 12 | 8  | +4   | Acceso a Promoción de ascenso |
| 3    | C. D. Málaga          | 6    | 6  | 1 | 4 | 1 | 6  | 5  | +1   |                               |
| 4    | Elche C. F.           | 1    | 6  | 0 | 1 | 5 | 5  | 13 | −8   |                               |

 Fuente: Fútbol Regional

## Promoción de ascenso a Segunda División
La promoción se jugó a partido único en Madrid, con los siguientes resultados:
| 19 de abril de 1944 | CD Baracaldo Altos Hornos   | 3:2     | Levante UD             | Estadio Metropolitano, Madrid |                              |
|                     | Calvo 15' Calvo 23' ??? 65' | Reporte | Escrivá 55' Pastor 58' | Asistencia: ??? espectadores  | Asistencia: ??? espectadores |

| 23 de abril de 1944 | Arenas Club | 0:1 | Club Ferrol | Estadio Metropolitano, Madrid |  |
|                     |             |     |             | Asistencia: ??? espectadores  |  |

- Asciende a Segunda División: Club Ferrol.
- Desciende a Tercera División: Arenas Club.
- CD Baracaldo Altos Hornos y Levante UD se mantienen en sus categorías.

## Promoción de permanencia
8 de los 12 campeones regionales disputaron las semifinales por el ascenso.

### Ida de semifinales
| Maestranza        | 0-0 | Cultural Durango     |
| España Industrial | 3-4 | Júpiter              |
| Mediodía          | 5-1 | Constancia Plasencia |
| Electromecánicas  | 2-0 | Melilla              |

### Vuelta de semifinales
| Cultural Durango     | 1-2 | Maestranza        |
| Júpiter              | 4-2 | España Industrial |
| Constancia Plasencia | 2-0 | Mediodía          |
| Melilla              | 5-0 | Electromecánicas  |

Los 4 vencedores de semifinales (Maestranza, Júpiter, Mediodía y Melilla) y los 4 campeones regionales exentos (Turista, Leonés, Gimnástica Abad y Malvarrosa) se enfrentaron a los 8 colistas de los grupos de tercera división, que disputaron la vuelta en casa.

### Ida de finales
| Turista         | 2-2 | Ponferradina   |
| Leonés          | 1-1 | Tanagra        |
| Maestranza      | 2-1 | Real Unión     |
| Júpiter         | 3-0 | Figueres       |
| Mediodía        | 4-1 | Emeritense     |
| Gimnástica Abad | 8-1 | Lorca          |
| Melilla         | 3-1 | Hércules Cádiz |
| Malvarrosa      | 5-1 | Torrent        |

### Vuelta de finales
| Ponferradina   | 5-1 | Turista         |
| Tanagra        | 3-0 | Leonés          |
| Real Unión     | 0-5 | Maestranza      |
| Figueres       | 4-2 | Júpiter         |
| Emeritense     | 2-0 | Mediodía        |
| Lorca          | 1-1 | Gimnástica Abad |
| Hércules Cádiz | 1-2 | Melilla         |
| Torrent        | -   | Malvarrosa      |

Al final de la temporada, se amplió la Tercera División y se anularon los descensos. Ascendieron todos los campeones de Regional, salvo en el caso del grupo valenciano, del que descendieron todos los equipos excepto el Levante, no ascendiendo tampoco el Malvarrosa.